# Arpachai
Arpachai (em turco: Arpaçay) ou Zarixata (em armênio: Զարիշատ; romaniz.: Zarišat) é uma cidade e distrito da província de Carse, na região da Anatólia Oriental, na Turquia. O distrito tem 1 165 km² de área e em dezembro de 2021 tinha 15 922 habitantes (densidade: 13,7 hab./km²), dos quais 2 419 na capital de Arpachai. O distrito é povoado sobremaneira por carapapaques.

## Nome
Seu nome armênio é formado por Zari (Zareh), a grafia armênia do nome Zariadres, e o sufixo -xata (-šat), "felicidade de", "alegria de". Nesse sentido, seu nome significa "felicidade de Zariadres". A tradição popular associou o nome a certa princesa Zarui (Zaruhi), a quem se atribuiu a construção da fortaleza perto de Eruandaxata.

## Geografia
Arpachai localiza-se ao norte da cidade de Carse, entre os afluentes Carse (Zarixata) e Chelder do rio Acuriã, numa área com acesso a campos férteis.

## História
Na Antiguidade, Arpachai fez parte do distrito (gavar) de Vananda, da província de Airarate, no Reino da Armênia. A julgar por seu nome original, Łevond Ališan propôs que foi fundada por Artaxias I (r. 188–160 a.C.) em honra a seu pai, Zariadres. Foi mencionada por Moisés de Corene em seu relato sobre os eventos políticos do século IV. Para distingui-la da cidade homônima de Aliovita, chamou Arpachai de "Zarixata de Vananda" (Zarišat Vanandai). Esteve entre as cidades atacadas pelas tropas sassânidas do xainxá Sapor II (r. 309–379) nos anos 360.
Não foi mencionada depois disso, mas presume-se que continuou a existir. Tinha uma fortaleza murada quadrada, cujas ruínas ainda eram visíveis no século XX. Aquando de sua incorporação no Império Otomano no século XVI, ela e seu distrito circundante (caza) foram alocados no sanjaco de Carse do eialete de Erzurum. No século XVII, foi transferida ao eialete de Carse. O distrito sofreu muito durante as campanhas do xá Abas I (r. 1588–1628) em 1603-1604, no contexto da guerra em curso contra o sultão Amade I (r. 1603–1612), quando muitas aldeias foram atacadas e seus habitantes exilados ao Império Safávida.
No século XIX, a cidade estava em ruínas, mas o distrito florescia. Em 1828, havia 54 assentamentos, enquanto em 1878 havia 60 deles, com cerca de 12 380 habitantes, sobretudo armênios. A população do distrito estava envolvido no cultivo de cereais, sobretudo trigo, e pecuária. Pelos termos do Tratado de Santo Estêvão assinado pelo Império Otomano e o Império Russo em 1878, a região de Carse foi incorporada pelos russos. Colonos molocanos ocuparam Zarixata e refundada a cidade sob o nome de Grenaderscoie (em russo: Гренадерское; romaniz.: Grenaderskoie). No início do século XX, tinha 63 casas com 344 moradores russos, que saíram à força durante o ataque turco de 1920. Em 1921, foi devolvida aos turcos pelos termos dos tratados de Moscou e Carse de 1921.

## Subdivisões
O distrito é formado pelo município (belde) de Arpachai e 45 aldeias (köy):
- Acchacale (Akçakale)
- Acchalar (Akçalar)
- Acmazdame (Akmazdam)
- Arslanolu (Arslanoğlu)
- Atejelar (Atcılar)
- Aidengune (Aydıngün)
- Bajeolu (Bacıoğlu)
- Bardacle (Bardaklı)
- Boziite (Bozyiğit)
- Burchale (Burçalı)
- Buiuque Chatema (Büyük Çatma)
- Cacache (Kakaç)
- Chanacsu (Çanaksu)
- Caracale (Karakale)
- Caraurgane (Karaurgan)
- Cardestepe (Kardeştepe)
- Cassanchavuxe (Hasançavuş)
- Cochecoi (Koçköy)
- Cuchuque Boaz (Küçük Boğaz)
- Cuchuque Chatema (Küçük Çatma)
- Cuiujuque (Kuyucuk)
- Cuzgunlu (Kuzgunlu)
- Cumbete (Kümbet)
- Dacoiu (Dağköyü)
- Deirmencopru (Değirmenköprü)
- Doruiol (Doğruyol)
- Guedicsatelmexe (Gediksatılmış)
- Goldale (Göldalı)
- Gonulalane (Gönülalan)
- Guliuzu (Gülyüzü)
- Guverjine (Güvercin)
- Jarje (Carcı)
- Jarjeolu (Carcıoğlu)
- Melicoiu (Melikköyü)
- Mesjitli (Mescitli)
- Meidanjeque (Meydancık)
- Occhuolu (Okçuoğlu)
- Polatecoiu (Polatköyü)
- Querache (Kıraç)
- Sogutlu (Söğütlü)
- Tasbaxe (Taşbaşı)
- Tasdere (Taşdere)
- Tascopru (Taşköprü)
- Tasleael (Taşlıağıl)
- Teleque (Telek)
- Tepejique (Tepecik)
- Tepecoi (Tepeköy)
- Tomarle (Tomarlı)